# Susana Soca
Susana Soca Blanco (Montevideo, 19 de julio de 1906 - Río de Janeiro, 11 de enero de 1959) fue una poeta uruguaya.

## Biografía
Proveniente de una familia patricia, única hija del renombrado doctor Francisco Soca y de Luisa Blanco Acevedo, desde adolescente acostumbra a encontrar en su hogar a escritores como María Eugenia Vaz Ferreira, Carlos Sabat Ercasty, Jules Supervielle, Carlos Reyles, Orfila Bardesio, entre otros. Vivió desde su infancia grandes temporadas en París, primero con su familia y luego sola.
Fue educada por preceptores y hablaba varios idiomas: español, francés, inglés, alemán, ruso, latín, griego e italiano. De adulta aprendió ruso para leer a Boris Pasternak con quien mantuvo correspondencia, y ocultó los manuscritos de Doctor Zhivago para su posterior publicación.
Residió en París desde 1938 a 1948, incluso durante la Segunda Guerra Mundial. En 1947 da a luz su gran proyecto cultural, Cahiers de La Licorne, el dibujo del unicornio (remite a la constelación de  La licorne) que ilustra la tapa de la revista es de Valentine Hugo así como muchas de las ilustraciones de la misma y un par de retratos de Susana y de su madre. Los tres primeros números salen en Francia y los siguientes se editan en Montevideo bajo el nombre Entregas de La Licorne. Estas entregas eran un compendio literario de escritores reconocidos, como Jorge Luis Borges, Onetti y Pasternak, por ejemplo, y de autores menos conocidos.

## Muerte
En 1959 se encontraba en París cuando su madre la llama y le pide que vuelva. Susana tiene un boleto de la aerolínea Lufthansa que decide cambiar a último momento. Antes de partir despide a todos sus amigos y confía sus manuscritos a su secretario personal Guido Castillo a quien le dijo que los publicase en caso de que le sucediera algo. Volviendo de París, en un vuelo de Lufthansa desde Hamburgo al intentar aterrizar en Río de Janeiro, la pista estaba resbaladiza, y el avión la recorrió hasta estrellarse en la bahía de Guanabara, causando la muerte de 29 pasajeros y 7 tripulantes.
Su primo Juan Carlos Blanco fue el encargado de ir a Río de Janeiro a reconocer el cuerpo y se encargó de la repatriación de los restos a Montevideo.
La familia quedó devastada por la muerte de Susana y su madre se sumió en una depresión profunda.
Sus bienes, entre los que se encontraban innumerables estampas japonesas, obras del gótico, pinturas de Modigliani, Picasso y otros, fueron mal administrados por un intermediario y casi no queda rastro del paradero de ninguno de ellos.

## Obra
En 1948 se publicaron sus primeros textos poéticos y póstumamente Guido Castillo editó En un país de la memoria y Noche Cerrada, únicos libros que reúnen su poesía.

## Homenajes
Tras su muerte se editó un último ejemplar de Entregas de La Licorne, donde aquellos escritores, a quienes ella ayudó, transmitieron en su homenaje unas últimas palabras.
En El hacedor Jorge Luis Borges le dedica un poema que lleva su nombre como título.
En 1964, Juan Carlos Onetti le dedicó su novela Juntacadáveres.
En el libro Ejercicios de admiración, Emil Cioran, quien la conoció en París, la recuerda en un texto llamado "Ella no era de aquí".
En la localidad de Soca, el arquitecto español  Antoni Bonet i Castellana levantó la Capilla de la familia Soca en 1959.
En 2005 un grupo de realizadoras uruguayas denominado Las damas de La Licorne conformado por Leticia Almeida, Soledad Angulo, Magdalena Bottaioli, Lucía Dotta y Deborah Rucanski filman Susana Soca: ¿La demente?, un documental sobre la vida de la poetisa, que recibió varios galardones a nivel internacional.
En junio de 2006 , a propósito del centenario de su nacimiento, la Maison de l'Amerique Latine en París organizó la exposición "Susana Soca y su constelación, vistas por Gisèle Freund".
En agosto de 2012, Claudia Amengual presentó su libro de carácter biográfico Rara Avis. Vida y obra de Susana Soca.
En mayo de 2018, la misma autora presentó su novela El lugar inalcanzable; en la misma, Susana Soca aparece delicadamente retratada como personaje de ficción.
Desde el 2022, Ánima Espacio Cultural habita la casa donde nació y vivió Susana en la calle San José 822 en Montevideo, declarada Monumento Histórico Nacional desde 2014. Allí se desarrollan actividades socioculturales abiertas a todo público, para difundir la vida y obra de la poeta.